# حوزه انتخابیه هشتم کارولینای شمالی
حوزه انتخابیه هشتم کارولینای شمالی یک حوزه انتخابیه مجلس نمایندگان آمریکا است که در ایالت کارولینای شمالی قرار دارد.